# 京汉铁路总工会旧址
京汉铁路总工会旧址，位于中华人民共和国湖北省武汉市江岸区解放大道2185号，是京汉铁路大罢工时总工会所在地。该建筑始建于清末民初，于1927年2月3日至2月7日发挥总工会职能。中华人民共和国成立后，此处被改为纪念馆并对外开放。2013年，京汉铁路总工会旧址被列为全国重点文物保护单位。

## 历史
1923年2月1日，京汉铁路总工会在郑州召开成立大会时，遭到直系军阀破坏，2月3日，总工会由郑州迁到汉口江岸分工会办公，该分工会原为一位名为王明月的人的住所。2月7日罢工斗争遭到镇压，“二七”惨案发生，该建筑此后失去总工会的职能。中华人民共和国成立后，1956年，京汉铁路总工会旧址被列为湖北省文物保护单位。1980年，武汉市人民政府拨款搬迁旧址内居民，对旧址进行修缮，1981年2月7日正式开放，此后该旧址成为介绍二七大罢工的纪念馆，其内布置有“二七罢工斗争史迹陈列”:113。1995年解放大道外扩，该建筑略有迁移。2013年，京汉铁路总工会旧址被列为全国重点文物保护单位。

## 结构
京汉铁路总工会旧址位于武汉市江岸区解放大道2185号。建于清末民初，是一座砖木结构的普通民居，外墙青砖、内墙木板，总长23.8米，总宽12.7米，占地面积302平方米，建筑面积197平方米。进门后有一方天井，正面为三间平房，左右各有一间厢房。左侧的正面房屋即为总工会当年办公的场所。:31-32